# Onseepkans
Onseepkans (wymowa afrikaans: [onseəpkɐns]) – miejscowość w Republice Południowej Afryki, przy granicy z Namibią, w Prowincji Przylądkowej Północnej, nad rzeką Oranje, 57 kilometrów na północ od Pofadder oraz 107 km na południowy wschód od Karasburga, leżącego już w granicach administracyjnych Namibii. Nazwa miejscowości wywodzi się z języka Hotentotów. Onseepkans założone zostało w 1916 roku przez osadników-misjonarzy na terenach do dziś nawadnianych sztucznie wodą z rzeki Oranje (same zabudowania mieszkalne stoją bowiem na terenach pustynnych). Po obu stronach rzeki znajdują się małe osiedla. Pomiędzy Onseepkans a Pofadder rozciąga się las, w którym przeważają drzewa kołczanowe. W 1965 roku populacja wynosiła nie więcej jak tysiąc mieszkańców.